# 快腕火花を散らして
『快腕火花を散らして』（かいわんひばなをちらして）は、1935年（昭和10年）に日本で製作・公開されたサイレント映画である。製作・配給大都映画。

## スタッフ
- 監督 : 大江秀夫
- 原作・脚本 : 外山凡作
- 撮影 : 吉野馨治

## キャスト
- 東郷久義
- 北見礼子
- 松村光夫
- 宮城浩二